# Maria Schneider
Marie Christine Gélin, coneguda artísticament com a Maria Schneider (París, 27 de març de 1952 - 3 de febrer de 2011), va ser una actriu francesa, coneguda mundialment pel seu paper al costat de Marlon Brando a la pel·lícula franco-italiana de 1972, L'últim tango a París, dirigida per Bernardo Bertolucci.

## Biografia
Era filla de la model Marie-Christine Schneider i de l'actor Daniel Gélin, el qual mai no la va reconèixer com a filla. En aquest sentit, Maria Schneider havia dit: «Estic cansada que em presentin com la filla de Daniel Gélin, quan ell mai no m'ha reconegut. L'he vist tres vegades a la vida».

## Carrera cinematogràfica
Maria Schneider va fer el seu debut a l'escenari amb només 15 anys, sense haver rebut classes d'interpretació. Dos anys més tard, va obtenir el primer paper de protagonista en el cinema, amb la pel·lícula L'arbre de Nadal de Terence Young. Poc després va fer una petita aparició a la pel·lícula Madly, al costat d'Alain Delon.
Ràpidament, Maria va multiplicar les interpretacions en produccions franceses, així com alemanyes i italianes, per la qual cosa es va presentar a un càsting per a un projecte de Bernardo Bertolucci. Seleccionada entre centenars de candidates, l'actriu va protagonitzar al costat de Marlon Brando la pel·lícula que la va portar a la consagració: L'últim tango a París. La darrera escena, on l'actriu és violada (sodomitzada amb mantega), no va ser consentida, tal com va afirmar Bertolucci posteriorment en una entrevista.
Durant els anys 70 gaudí de prestigiosos companys a les seves pel·lícules, com ara Jack Nicholson a Professione: reporter, David Bowie i Marlene Dietrich a Just a gigoló, o Gérard Depardieu a Violante. Va abandonar el rodatge de Calígula per ingressar en una clínica psiquiàtrica.
Va ser nomenada per al Premi César a la millor actriu secundària el 1980 pel seu paper com a prostituta violenta i malsana a la pel·lícula La Dérobade (Memòries d'una puta francesa).
Va continuar la seva carrera a Europa durant els anys 80, però en interpretacions menys significatives i principalment per a televisió. Durant els anys 90 va fer algunes aparicions en el cinema, en Les nuits fauves i Jane Eyre. En Les acteurs (any 2000) apareix amb un paper semiautobiogràfic d'actriu maleïda.
La seva última aparició en el cinema va ser l'any 2009, quan va tenir un paper a la pel·lícula La client, de Josiane Balasko.
Va morir de càncer, a París, el 3 de febrer de 2011.

## Filmografia
- 1969 — Madly de Roger Kahane
- 1969 — L'Arbre de Noël de Terence Young
- 1972 — La Vieille Fille de Jean-Pierre Blanc - Mome
- 1972 — What a Flash! de Jean-Michel Barjol
- 1972 — L'últim tango a París de Bernardo Bertolucci - Jeanne
- 1973 — Cari genitori d'Enrico Maria Salerno - Antonia
- 1975 — Jeune fille libre le soir René Clément - Michelle
- 1975 — Professione — reporter de Michelangelo Antonioni - la fille
- 1975 — La Baby-Sitter de René Clément - Michèle
- 1977 — Violanta de Daniel Schmid - Laura
- 1978 — Voyage au jardin des morts de Philippe Garrel (curtmetratge) - Hypolyte
- 1979 — La Dérobade (Memòries d'una puta francesa) de Daniel Duval - Maloup
- 1979 — Just a gigolo de David Hemmings
- 1980 — Weisse Reise de Werner Schroeter
- 1980 — Haine de Dominique Goult
- 1980 — Mamma Dracula de Boris Szulzinger - Nancy Hawaii
- 1982 — Balles perdues de Jean-Louis Comolli - Véra
- 1982 — Merry-Go-Round de Jacques Rivette - Léo
- 1983 — L'Imposteur (Cercasi Gesù) de Luigi Comencini - Francesca
- 1987 — Résidence surveillée de Frédéric Compain - Céline Fontaine
- 1989 — Bunker Palace Hôtel d'Enki Bilal - Muriel
- 1992 — Au pays des Juliets de Mehdi Charef - Raissa
- 1992 — Les Nuits fauves de Cyril Collard - Noria
- 1996 — Jane Eyre de Franco Zeffirelli - Bertha
- 2000 — Les Acteurs de Bertrand Blier - ella mateixa
- 2002 — La Repentie de Laetitia Masson - la germana de Charlotte
- 2006 — La Vie d'artiste de Marc Fitoussi - la dona de Joseph Costals
- 2007 — La Clef de Guillaume Nicloux - Florence Arp
- 2009 — La client de Josiane Balasko - Una client

## Premis i nominacions

### Nominacions
- 1980. César a la millor actriu secundària per La dérobade